# Macintosh Performa
Performa是蘋果電腦（Apple Computer）在1994年推出PowerMac系列電腦後，為了因應低價市場的需求，於1995年另行推出的一個新系列電腦稱呼，接續「Macintosh LC」系列，訴求於低階、入門、家用，以與中高檔且專業定位的PowerMac有所區隔，在台灣推行時為此系列名稱冠上了中文稱呼，叫「威力貓」，但實際上因低價設計的緣故，Performa系列多半僅使用PowerPC 603（或603e，e為強化「enhanced」之意）處理器，此型處理器的效能較為低落（與PowerPC 601、604相比），或是雖採同型CPU但主板上無二階快取記憶體。對其執行效能感到不滿的用戶戲稱此系列機種為「病貓」。
之後Apple廢除Performa系列，改直接以型號數字較低的PowerMac來因應低價市場，如PowerMac 4400（在台灣改稱PowerMac 7220，由於華語對「4」與「死」諧音的不詳聯想，因而刻意變更型號數字，過去已有PowerMac 7200，所以新數字選擇比7200高一些的7220），之後相同的訴求與市場定位則由1998年的iMac接替。
附帶一提的是，1996年台灣力捷電腦（UMAX）也研製、推出低價訴求的Mac相容機：Apus系列，在此之前則有中高階定位的相容機：Pursar系列。蘋果電腦授權美國PowerComputing公司與台灣UMAX公司可以研製生產Mac相容機，但Steve Jobs重回蘋果電腦後立即花錢買下PowerComputing，使PowerComputing成為Apple的研製生產線，同時毀約收回對UMAX的相容研製生產授權，UMAX因此賠了一億多美元，從此Mac電腦回歸僅有Apple一家公司自研自製自銷的時代。

## 追編改納
威力貓（Performa）系列的麥金塔（Macintosh）電腦是蘋果電腦公司嘗試在個人使用與家庭使用間增加其市佔的產品線。Performa並不是真正的新產品線，而是將既有型款名稱進行調整而已，例如Quadra、Centris、LC、PowerMac等，例如Performa 200型其實即是將1992年就推出的Macintosh Classic II改名而成。幾乎原有LC系列的每一型款電腦後來都改編成Performa系列。此外也以PowerMac 6100為基礎推出對應的Performa 61xx系列。

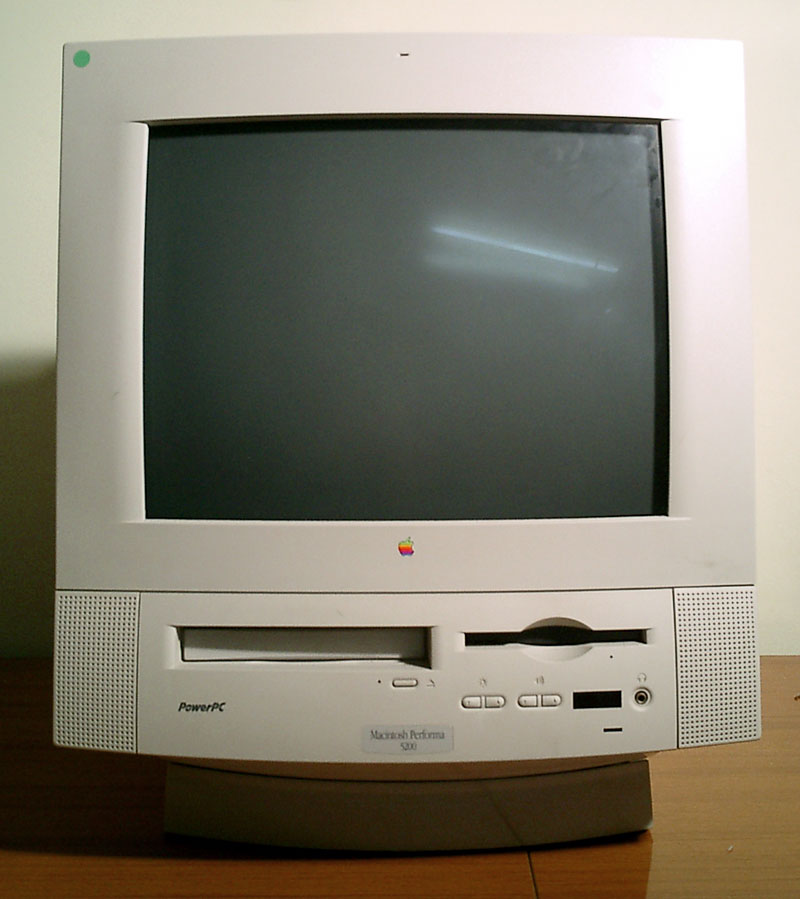
蘋果電腦的Performa 5200型個人電腦，採行機身與顯示器合一的設計，此種設計一般也稱為Moniputer（Monitor＋Computer）。

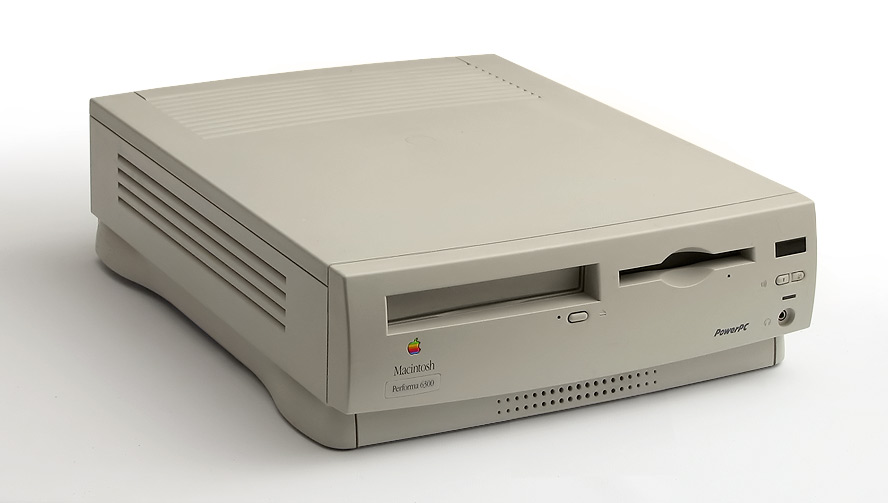
蘋果電腦的Performa 6300型個人電腦，採行機身與顯示器分離的設計，機身為最傳統的橫桌式（Desktop）型態。

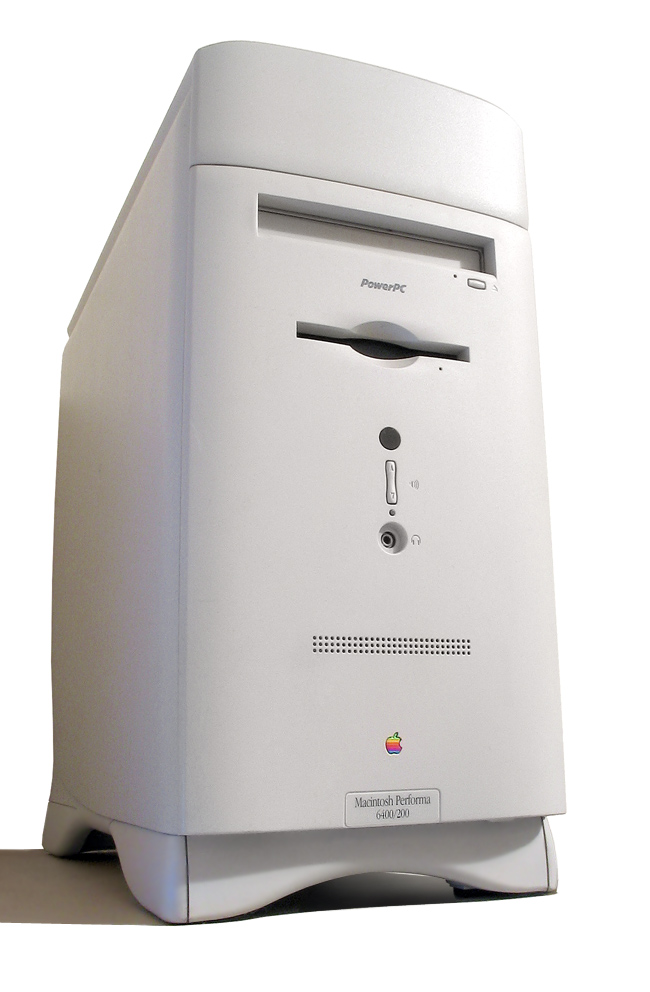
蘋果電腦的Performa 6400型個人電腦，採行機身與顯示器分離的設計，機身為直立塔型（Tower）型的設計，Performa系列僅少數機種採行直立塔型的外觀風格。

Performa版的電腦是以配套方式銷售，配套中包括了顯示器、外接型數據機（也稱：調變解調器）、以及一些典型的隨附軟體，當時其他麥金塔系列電腦一般並未配套搭售這些物件。隨附的軟體常包括教育用的軟體：ClarisWorks以及一些娛樂用的遊戲軟體。Performa的電腦內已經預先安裝好針對Performa電腦修改的作業系統版本，在版本編號上的最後會加上「P」字樣，例如System 7.1P5。
不過，特定用於Performa機種上的Mac作業系統，有時會領先標準版本推出新功能，之後標準版本才提供之，例如「At ease」、「Launcher」。供Performa機種所用的作業系統，其最末的一個版本為System 7.5。
在1990年代早期蘋果電腦嘗試更廣泛的零售配銷，透過主要的電子產品商店圈、簡短的電視商業廣告、各種小冊子及紙張式的型錄廣告等，不過這些努力都失敗了，因為他們沒有在店家展現夠具吸引力的實機自動執行展示，以及實際上許多零售店家對Performa並不積極主動，反而有更大的興趣推銷Windows電腦－－結果Peforma的優點並未能推廣與潛在客戶知道（例如不會看到展示機發生不尋常的當機、滑鼠突然沒有操控能力、或某些單元無法啟動等；這些都是當時Windows電腦並不少見的問題）。
但在缺點方面，使用者抱怨、批評Performa系列機種的效能，使得原本就是使用蘋果電腦的使用者選擇更高階型款的Mac電腦，而放棄選擇Performa系列。

## 軟體還原
在Performa系列推行的初期，與其他一些型款的Mac電腦（如PowerBook 145B）一樣， 都被蘋果電腦公司決定為了節省成本，決議不再提供作業系統的軟碟片給客戶。在這些電腦隨電腦一同附上一張具有「還原程式」的軟碟片（稱為：Disk Tools disk，磁碟工具片），並有一套備份程式預先被安裝到Mac電腦內的硬碟中。客戶買回機器後可運用已裝好的「備份程式」，用自備軟碟片為機內的作業系統進行備份（這表示備份到機外的儲存媒體得由用戶自行準備）。日後若電腦發生問題，則用軟碟片中的「還原程式」，搭配之前使用者自己進行的備份，來恢復還原系統。
之後，後續推出的Performa電腦開始配備CD-ROM唯讀光碟機，這時蘋果電腦公司決定在出貨時提供一張還原光碟，以此取代過去的還原軟碟。
蘋果電腦為了省錢而採行這種簡單的備份還原設計。但此種方式與「提供多張軟碟片，並且每一張軟碟對應備份還原一個程式」的方式相比較下，省錢的簡單作法其實是較不彈性的，而且只有兩種還原方式可供選擇：
1. 還原系統軟體，只還原作業系統部分，或作業系統所在的硬碟分割區
2. 還原所有軟體，還原整顆硬碟的內容，無論硬碟有多少分割區

這種備份還原法對一般使用者來說已經足夠，至少可以省去逐張放入軟碟片、逐張執行安裝的麻煩程序，不過對更高階的電腦玩家而言，更需要更有彈性的還原方式及軟體。不過，這種簡易式的備份還原法也擴展延伸到PowerMac x500系列（x500指的是7500、8500、9500等）的PowerMac電腦上，改採的理由也一樣：為了省錢。

## 使用68k系列處理器的Performa型號
- Performa 200（1992年，也稱Macintosh Classic II）
- Performa 250（也稱Macintosh Color Classic）
- Performa 275（1993年，也稱Macintosh Color Classic II）
- Performa 400 / 405 / 410 / 430（也稱Macintosh LC II）
- Performa 450（也稱Macintosh LC III）
- Performa 460 / 466 / 467（也稱Macintosh LC III+）
- Performa 475 / 476（也稱Macintosh LC 475及Quadra 605）
- Performa 520（也稱Macintosh LC 520）
- Performa 550 / 560（也稱Macintosh LC 550）
- Performa 575 / 577 / 578（也稱Macintosh LC 575）
- Performa 580CD / 588CD（也稱Macintosh LC 580）
- Performa 600 / 600CD（也稱Macintosh IIvi）
- Performa 630 / 630CD / 631CD / 635CD / 636 / 636CD / 637CD / 638CD / 640CD / 640CD DOS Compatible（也稱Quadra 630）

## 使用PowerPC系列處理器的Performa型號
- Performa 5200CD / 5210CD / 5215CD / 5220CD（也稱Power Macintosh 5200）
- Performa 5260CD / 5270CD / 5280 / 5300CD / 5320CD（也稱Power Macintosh 5260）
- Performa 5400CD / 5410 / 5420 / 5430 / 5440CD（也稱Power Macintosh 5400）
- Performa 6110 / 6112 / 6115 / 6116 / 6117 / 6118CD（也稱Power Macintosh 6100）
- Performa 6200 / 6205 / 6210 / 6214 / 6216 / 6218 / 6220 / 6230 / 6260 / 6290CD / 6300 / 6310 / 6320CD（也稱Power Macintosh 6200）
- Performa 6360 / 6400 / 6410 / 6420（也稱Power Macintosh 6400）

## 附註
1. ^  - Performa與效能的英文：Performance很近似，又推行家用，所以叫威力貓，貓多是家中寵物，期望此電腦對家庭用戶而言更具親和討喜性。
2. ^  - 過去Mac電腦的作業系統並沒有稱為Mac OS x.x，而是直接稱為System x.x。
3. ^  - 使用68k系列處理器的Performa是之後補追稱，在1995年Performa一詞尚未出現前則使用Macintosh的各系列稱呼。

## 外部連結
- Mac Performa flat top 475 (LC 475) （页面存档备份，存于） - （英文）
- Mactracker - information on every Mac, Mac clone, and Apple products. （页面存档备份，存于） -（英文）